# Colmar von der Goltz
Il barone Wilhelm Leopold Colmar von der Goltz, conosciuto anche come Goltz Pascià (Bielkenfeld, 12 agosto 1843 – Baghdad, 19 aprile 1916), è stato un generale, scrittore e teorico militare tedesco.

## Biografia

### I primi anni
Nato a Bielkenfeld (successivamente rinominato Goltzhausen e oggi İvanovka, nei pressi di Polessk, nell'enclave russa di Kaliningrad) in una famiglia aristocratica della Prussia orientale, Colmar crebbe nel maniero di Fabiansfelde presso Preußisch Eylau, che era stato comprato da suo padre nel 1844. Già suo padre aveva trascorso diciannove anni nell'esercito prussiano senza andare oltre il rango di luogotenente ed i suoi sforzi nell'ambito dell'allevamento furono infruttuosi al medesimo modo, sino al giorno in cui morì di colera mentre viaggiava verso Danzica e Colmar aveva appena sei anni.
Goltz entrò quindi nella fanteria prussiana nel 1861 col grado di secondo luogotenente nel 41º reggimento della 5ª divisione di fanteria della Prussia orientale, di stanza a Königsberg. Durante il 1864 svolse dei compiti a Thorn (Toruń), per poi entrare nell'accademia militare di Berlino, ma venne temporaneamente a ritirarsi nel 1866 per prestare servizio nella guerra austro-prussiana, nella quale venne ferito a Trautenau. Nel 1867 aderì alla sezione topografica dello staff generale dell'esercito ed all'inizio della guerra franco-prussiana nel 1870 divenne attaché dello staff del principe Federico Carlo, comandante generale della II armata prussiana. Egli prese parte alle battaglie di Vionville e Gravelotte ed all'assedio di Metz. Dopo la fine della guerra, egli continuò a prestare servizio sotto il principe Federico Carlo nella campagna della Loira, ove combatté le battaglie di Orleans e Le Mans.
Goltz venne nominato quindi professore della scuola a Potsdam nel 1871, promosso capitano e posto nella sezione storica dello staff generale. Fu in quel periodo che scrisse Die Operationen der II. Armee bis zur Capitulation von Metz ("Le operazioni della seconda armata sino alla resa di Metz") e Die Sieben Tage von Le Mans ("I sette giorni di Le Mans"), entrambi pubblicati nel 1873. Nel 1874 venne nominato primo ufficiale dello staff generale della 6ª divisione e durante questo impiego scrisse Die Operationen der II. Armee an der Loire ("Le operazioni della seconda armata nella Loira") e Léon Gambetta und seine Armeen ("Léon Gambetta e le sue armate"), pubblicati nel 1875 e nel 1877 rispettivamente. Quest'ultimo libro venne tradotto in francese quello stesso anno e da molti è considerato un classico tra i più originali della letteratura militare.
Goltz evidenziò nelle sue opere come, malgrado le rapide vittorie iniziali contro le forze imperiali francesi a Sedan, la nuova Repubblica francese fosse stata in grado di mobilitare la nazione per una Volkskrieg ("guerra di popolo") che durò ancora per molti mesi (l'assedio di Parigi, la campagna della Loira e l'attività partigiana sulle linee tedesche che impegnarono il 20% delle forze tedesche), il che implicava di non avere aspettative per una futura guerra lampo con la Francia. Questa visione espressa in particolare dall'ultima opera di Goltz verrà molto utile nel corso della prima guerra mondiale anche se sarà da pochi presa in considerazione. Nel 1878 Goltz venne nominato docente di storia militare all'accademia militare di Berlino, ove rimase per i successivi cinque anni ottenendo il grado di maggiore. Nel 1883 pubblicò Roßbach und Jena (poi ripubblicato nel 1906 come Von Rossbach bis Jena und Auerstadt), Das Volk in Waffen ("La nazione delle armi"), entrambi divenuti presto classici letterari militari, e durante la sua permanenza a Berlino collaborò con diversi articoli su molti giornali militari.

### Al servizio dell'Impero ottomano

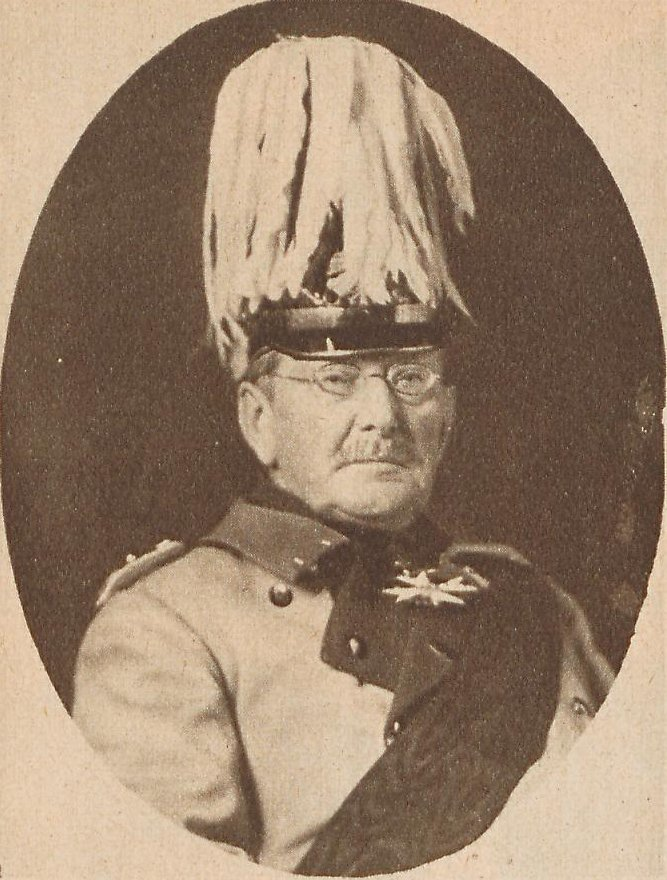
Il barone Colmar von der Goltz

Dopo la sconfitta nella guerra con la Russia del 1877-1888 il sultano Abdul-Hamid II chiese alla Germania di aiutare l'Impero ottomano a riorganizzare il proprio esercito per resistere all'avanzata russa e il barone von der Goltz venne quindi inviato in Turchia per provvedere a questo scopo. Egli trascorse qui dodici anni della sua vita accumulando anche molto materiale per i suoi libri. Dopo alcuni anni egli ottenne il titolo di pascià (segno onorifico per i non musulmani) e nel 1895, poco prima di fare ritorno in Germania, venne nominato mushīr (feldmaresciallo). I miglioramenti che egli apportò all'esercito ottomano furono significativi e l'armata turca riuscì a fermare alle porte di Atene la guerra greco-turca solo quando lo zar Nicola II di Russia minacciò il sultano ottomano di attaccare l'impero dall'Anatolia se i turchi non avessero fermato quella campagna.
Al suo ritorno in Germania nel 1896 Goltz divenne tenente generale e comandante della 5ª divisione e, nel 1908, divenne capo del corpo dei genieri e dei pionieri nonché ispettore generale delle fortificazioni. Nel 1900 venne nominato generale di fanteria e nel 1902 gli venne affidato il comando del I corpo d'armata. Nel 1907 venne nominato ispettore generale della VI armata a Berlino e nel 1908 ottenne il rango di colonnello generale (Generaloberst). Nel 1911 Goltz venne promosso Generalfeldmarschall (feldmaresciallo) e decise di ritirarsi dal servizio attivo. Sempre nel 1911 fondò la Jungdeutschlandbund (Lega dei giovani tedeschi), un'organizzazione di giovani conservatori.

### Il richiamo dal ritiro: la prima guerra mondiale

#### Al servizio della Germania (1914–1915)

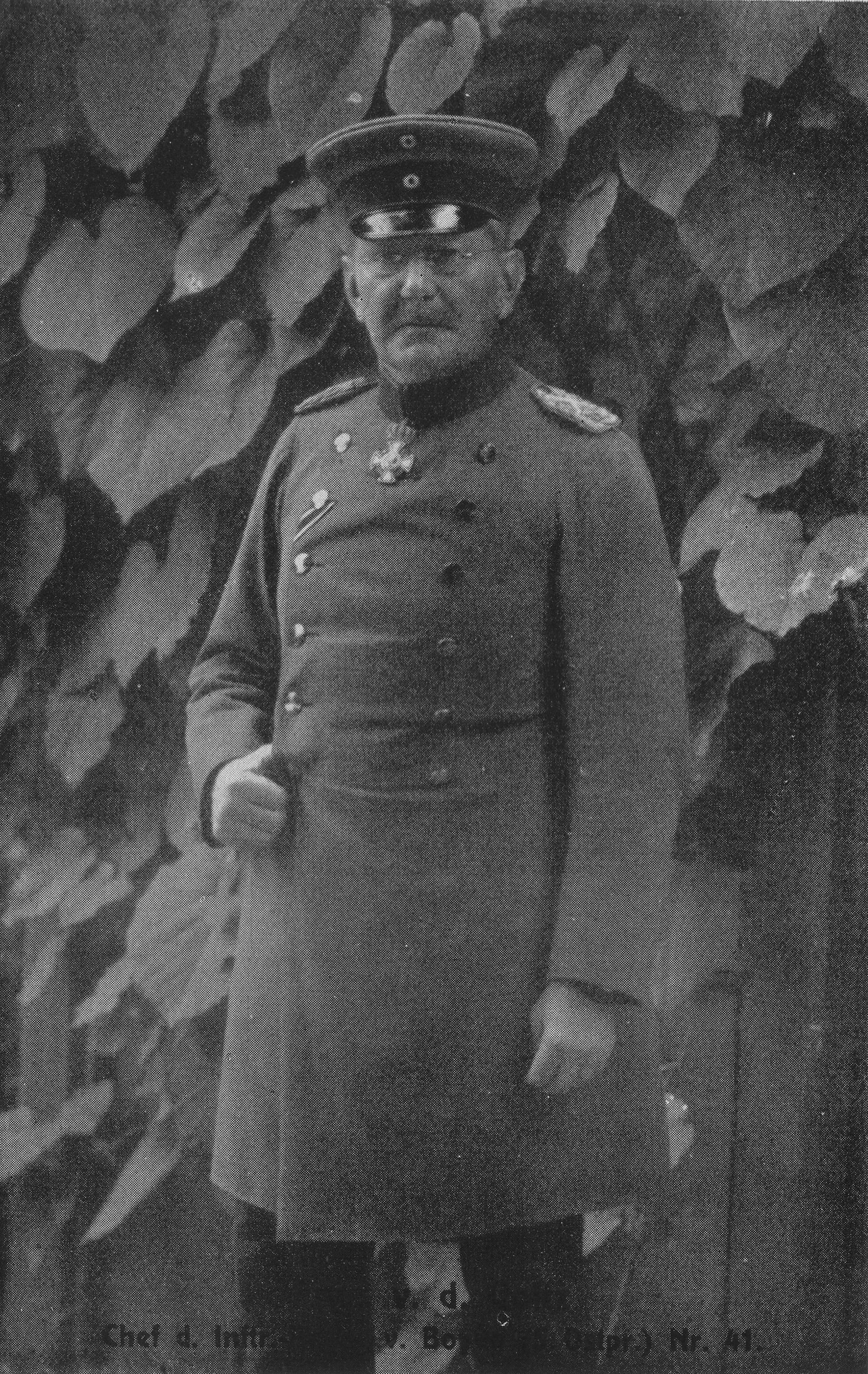
Il barone Colmar von der Goltz nel 1914 durante il periodo della Prima guerra mondiale al servizio della Germania

Allo scoppio della prima guerra mondiale, Goltz venne richiamato al dovere e nominato governatore militare del Belgio. In questa posizione, egli ebbe il compito di reprimere l'opposizione della resistenza belga all'occupante tedesco, in gran parte attraverso l'uso di cecchini e danneggiando le linee ferroviarie e telegrafiche per impedire le comunicazioni tra i ribelli. Come annota Martin Gilbert nel suo The First World War, all'inizio del settembre del 1914, il da poco nominato von der Goltz proclamò: "È la necessità della guerra di punire gli atti ostili non solo per la colpa, ma anche per l'innocenza". Il 5 ottobre egli fu persino più chiaro ordinando: "Nel futuro, villaggi e luoghi vicini alle ferrovie ed alle linee telegrafiche che siano state distrutte, siano puniti senza pietà". Con questa visione delle cose vennero presi ostaggi in tutti i villaggi presso le ferrovie e molti abitati vennero attaccati senza motivo. Al primo tentativo di distruzione delle linee di comunicazione, i prigionieri sarebbero subito stati uccisi".
Le azioni di von der Goltz vennero lodate da Adolf Hitler il quale, nel settembre del 1941 collegò le atrocità nell'Europa orientale perpetrate dai nazisti alle giustificazioni già addotte da Colmar nell'occupazione del Belgio.

#### Al servizio dell'Impero ottomano (1915-1916)
Poco dopo Goltz rinunciò alla propria posizione, sostituito dal generale Moritz von Bissing, e divenne aiutante di campo (essenzialmente senza poteri) del sultano Mehmet VI. Il barone von der Goltz non rimase a lungo col capo della missione diplomatica tedesca in Turchia, Otto Liman von Sanders e nemmeno col capo del governo ottomano, Enver Pasha.
Malgrado il suo dispiacere, a metà ottobre del 1915, con gli inglesi capitanati dal generale Townshend che avanzavano verso Baghdad, Enver Pasha pose Goltz a capo della 5ª armata (vedi Campagna della Mesopotamia). Il barone von der Goltz rimase in comando durante la Battaglia di Ctesifonte (1915) - ove entrambe le fazioni si ritirarono dal campo di battaglia. Ad ogni modo, con la ritirata degli inglesi, Goltz decise di inseguirli verso il fiume. Quando il generale Townshend cercò rifugio a Kut, Goltz pose assedio alla posizione britannica (vedi Assedio di Kut). Come per le legioni di Giulio Cesare nella Battaglia di Alesia, la VI armata turca al comando di Halil Kut Pasha si trovò a combattere le guarnigioni inglesi mentre manteneva l'assedio al forte. Le perdite totali furono 23.000 solo in quell'occasione. Altre battaglie che seguirono ed a cui von der Goltz prese parte furono quella di Wadi, quella di Hanna e quella di Dujaila.

### Il genocidio armeno
Durante la campagna del 1915 dei russi nell'Anatolia orientale, gli ufficiali tedeschi avevano ottenuto l'incarico di selezionare della popolazione locale da deportare nel caso in cui i russi avessero cercato di creare delle rivolte interne. Quando Enver Pasha impose questo ordine a Goltz egli lo approvò come una necessità militare. Nelle parole di uno storico, "Le successive azioni di Goltz per fermare le deportazioni indicarono che egli non aveva capito le gravi implicazioni di quest'azione." Nel dicembre del 1915 Goltz intervenne direttamente, minacciando di dare le dimissioni dalla sua posizione se le deportazioni fossero proseguite ed è curioso notare qui il peso politico e militare di von der Goltz, un ufficiale straniero così importante da influenzare addirittura la politica interna dell'Impero ottomano. Ad ogni modo egli riuscì a portare avanti questo compito solo per breve tempo e solo in Mesopotamia.

## La morte

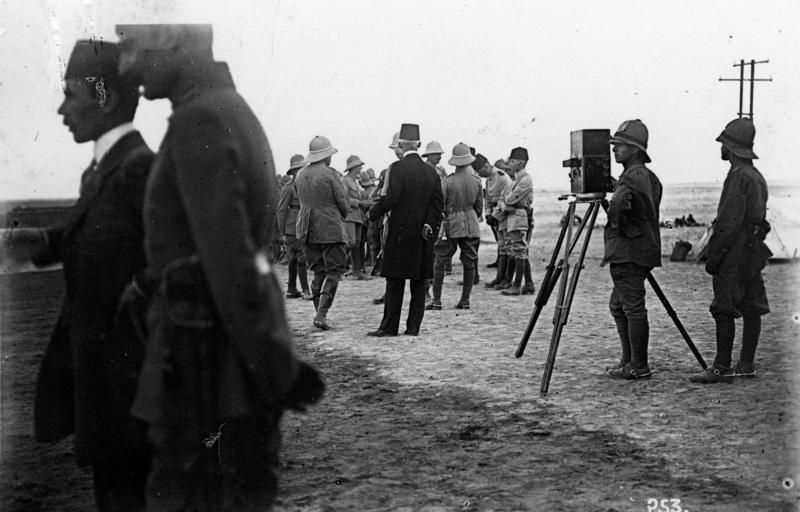
Ras el-Ain (Siria), presso il fiume Eufrate (poi punto finale della Ferrovia di Baghdad), maggio 1916: ufficiali tedeschi della missione speciale in Palestina attendono l'arrivo della bara di Goltz-Pasha

Goltz morì il 19 aprile 1916, a Baghdad, appena due settimane prima che gli inglesi si arrendessero a Kut. La ragione ufficiale della sua morte fu tifo, anche se vi furono delle voci che fosse stato avvelenato dai turchi. Secondo la sua volontà, egli venne sepolto nel territorio del consolato tedesco a Tarabya, Istanbul, rivolto verso il Bosforo.

## L'attività di scrittore
Dagli anni '70 dell'Ottocento sino alla prima guerra mondiale, il barone von der Goltz fu più letto dai comandanti britannici ed americani che il generale von Clausewitz. La sua popolarità nell'ambito della letteratura tedesca era dovuta essenzialmente all'innovazione delle sue idee oltre ai molti contributi su periodici militari. Egli scrisse molte opere tra cui Kriegführung (1895), poi titolata Krieg und Heerführung, 1901 (La conduzione della guerra); Der Thessalische Krieg (La guerra in Grecia, 1898); Ein Ausflug nach Macedonien (1894) (Una visita in Macedonia); Anatolische Ausflüge (1896) (Viaggi anatolici); una mappa con la descrizione dei punti salienti della città di Istanbul; Von Jena bis Pr. Eylau (1907) (Da Jena a Eylau).